# Jürgen Reinholz

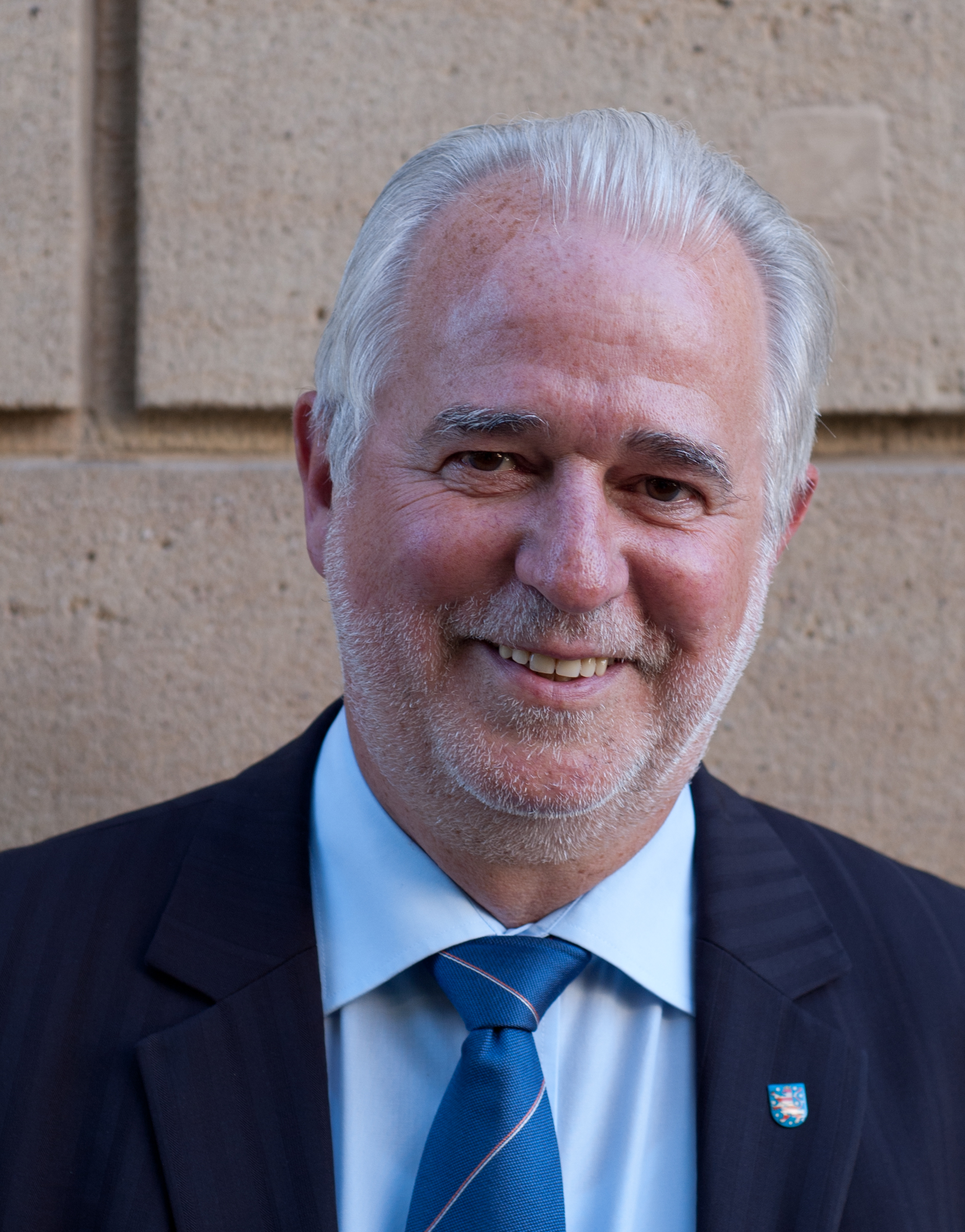
Jürgen Reinholz im Mai 2011

Jürgen Reinholz (* 15. Dezember 1954 in Nordhausen) ist ein deutscher Politiker (bis 2015 CDU, seitdem parteilos). Er war von 2003 bis 2009 Wirtschaftsminister und von 2009 bis 2014 Minister für Landwirtschaft, Forsten, Umwelt und Naturschutz im Freistaat Thüringen. Von 2004 bis 2019 war Reinholz Mitglied des Thüringer Landtags, dem er nach seinem Austritt aus der CDU im November 2015 als fraktionsloser Abgeordneter angehörte.

## Leben
Reinholz’ Eltern stammten aus Böhmen; sein Vater war in Nordhausen bis zur Verstaatlichung 1972 Mitinhaber einer Lederwarenfabrik.
Er gehört der römisch-katholischen Kirche an, ist verheiratet und hat zwei Kinder.

### Beruflicher Werdegang
Von 1975 bis 1980 studierte Reinholz Chemische Verfahrenstechnik an der Technischen Hochschule Merseburg, was er mit Diplom abschloss. Anschließend war er von 1980 bis 1993 in den Gummiwerken Thüringen in Gotha tätig. 1984 wurde er dort zum Leiter der Abteilung Technik berufen. Nach der Privatisierung als Phoenix Thüringen fungierte er seit 1991 als Werkleiter für den Betriebsteil Gotha.
In den Jahren 1993 bis 1997 war Reinholz Projektleiter in der Landesentwicklungsgesellschaft Thüringen (LEG). 1997 wurde er Geschäftsführer der Aufbaugesellschaft Ostthüringen mbH (AGO), einer Tochtergesellschaft der LEG; von 2001 bis 2003 war er schließlich Geschäftsführer der LEG.

### Politik
Im Mai 1990 wurde Reinholz Mitglied der CDU. Von 1990 bis 2004 gehörte er dem Stadtrat von Waltershausen an. Er war zunächst Stadtratsvorsteher, später Fraktionsvorsitzender und 1. Beigeordneter des Bürgermeisters.
Nach seinem Amtsantritt 2003 berief ihn Ministerpräsident Dieter Althaus zum Thüringer Minister für Wirtschaft, Arbeit und Infrastruktur. 2004 wurden die Abteilungen Bau, Verkehr und Raumplanung an das neu gegründete Thüringer Ministerium für Bau und Verkehr unter Andreas Trautvetter abgegeben. Reinholz blieb weiter Minister für Wirtschaft und Arbeit. Seit der Landtagswahl 2004 vertrat Reinholz den Wahlkreis Gotha I als direkt gewählter Abgeordneter im Thüringer Landtag.
Nach der Landtagswahl 2009, bei der die CDU ihre absolute Mehrheit verlor, Dieter Althaus zurücktrat und daraufhin Christine Lieberknecht Ministerpräsidentin in einer Koalition mit der SPD wurde, wechselte Reinholz vom Wirtschaftsministerium ins Ministerium für Landwirtschaft, Naturschutz und Umwelt. Als thüringischer Umweltminister war seine Einstellung zum Fracking umstritten.
Nach der Elefantenjagd seines Spitzenbeamten und Zentralabteilungsleiters im Ministerium für Landwirtschaft Udo Wedekind in Botswana, stellte er sich zunächst hinter den Beamten und sagte, das sei Privatsache und auch nicht illegal gewesen. Nach wenigen Tagen und erheblichem (auch internationalem) Druck durch die Öffentlichkeit wurde der betroffene Beamte doch in eine andere Behörde versetzt.
Nach der Landtagswahl in Thüringen 2014, bei der er in seinem Wahlkreis erneut das Direktmandat gewonnen hatte, kam es zur Bildung einer rot-rot-grünen Koalition unter Bodo Ramelow, wodurch Reinholz aus seinem Ministeramt ausschied.
Am 18. November 2015 gab er in einem offenen Brief an Landeschef Mike Mohring seinen Austritt aus der CDU Thüringen und der CDU-Landtagsfraktion bekannt und begründete diesen Schritt mit seiner Ablehnung „der Politik unserer Bundesvorsitzenden und Bundeskanzlerin Angela Merkel […] in der Griechenlandfrage bis hin zu ihrer Asylpolitik“. Reinholz, der Mohring von seiner Kritik explizit ausnahm, blieb als fraktionsloser Abgeordneter Mitglied des Thüringer Landtags. In der Partei stieß sein Austritt auf scharfe Kritik und Unverständnis; vereinzelt wurde er aufgefordert, sein direkt erworbenes Landtagsmandat niederzulegen. Anfang Dezember 2015 wurde er von der CDU-Nordhausen aus der Kreistagsfraktion des Landkreises Nordhausen ausgeschlossen und ihm nahegelegt, das Mandat abzugeben. Danach wechselte Reinholz in die Fraktionsgemeinschaft aus FDP und Freien Wählern. Einer Abberufung als Vorsitzender des Aufsichtsrats des Südharz Klinikum Nordhausen kam er mit seinem Rücktritt zuvor. Bei den Kommunalwahlen in Thüringen 2019 trat Reinholz nicht mehr für den Kreistag an und bewarb sich bei der Landtagswahl in Thüringen 2019 auch nicht mehr um ein Landtagsmandat.